# 阿提哈德塔
阿提哈德塔（阿拉伯语：‎）是位于阿聯酋阿布扎比的五座摩天大樓的統稱，2011年全部完工。從一號到五號高度分別為277.6米（911英尺）、305.3米（1,002英尺）、260.3米（854英尺）、234.0米（767.7英尺）和217.5米（714英尺）。其中最高的二號塔是阿布扎比第三高的建築物。

## 用途分配
五座摩天大楼位于阿联酋皇宫酒店对面，并设有办公室，公寓和一家酒店，该建筑的估计成本为25亿迪拉姆。二号塔和五号塔在2010年11月完成封顶。
一年后的2011年11月，卓美亚集团的阿提哈德塔卓美亚酒店（Jumeirah at Etihad Towers Hotel （页面存档备份，存于））在1号楼开业。2012年，酒店内开设了Tori No Su日式餐厅。相邻的2号楼是阿布扎比岛上最高的建筑（截至2012年12月），仅次于第二高的艾尔雷姆岛的天空塔。2号楼在第75层设有观景台，可从酒店通过低层的连接处进入。
- Tower 1: 69楼, 277米[1]
- Tower 2: 74楼, 305米[2]
- Tower 3: 54楼, 260米[3]
- Tower 4: 61楼, 234米[4]
- Tower 5: 55楼, 218米[5]

曾在此處取景。影片中，多米尼克·托雷托和布莱恩·奥康纳偷了一辆Lykan  HyperSport并驾驶其横穿三座塔。